# Bowscale Tarn (Marlborough)
Der Bowscale Tarn ist ein Gebirgssee in der Region des Marlborough District auf der Südinsel von Neuseeland.

## Geographie
Der Bowscale Tarn befindet sich auf einer über 1000 m hoch liegenden Hochebene, südlich der Stafford Ridge, südwestlich der Turk Ridge, ostnordöstlich der Balaclave Ridge und nordwestlich der Alma Heights mit der dahinter liegenden Boddington Range. Der See gehört zu einer Ansammlung von sechs unterschiedlich großen Seen in der Ebene, von denen der Bowscale Tarn der größte ist, gefolgt vom Island Lake und vom Fish Lake. Der Bowscale Tarn umfasst eine Fläche von 25,4 Hektar und erstreckt sich über eine Länge von rund 810 m in Ost-West-Richtung. Die maximale Breite misst der See mit rund 345 m in Nord-Süd-Richtung. Der Umfang des Sees beträgt rund 2,49 km.
Gespeist wird der Bowscale Tarn vom von Westen her zulaufenden Tarndale Brook, der zwei hintereinander westlich liegende kleinere Seen miteinander verbindet, und durch einige wenige Gebirgsbäche. Der Tarndale Brook entwässert den See auch an seinem östlichen Ende in Richtung des Severn River.